# Christian Gotthelf Pienitz
Christian Gotthelf Pienitz, auch Pinnitz (* 5. März 1774 in Radeberg; † 16. August 1839 in Dresden) war ein deutscher Arzt und Geburtshelfer.

## Leben
Christian Gotthelf Pienitz wurde am 5. März 1774 in Radeberg als Sohn des dortigen Amtschirurgen Johann Christian Gotthelf Pienitz (1741–1788) und dessen Frau Johanne Christine, geborene Henkel (auch Johanna Christiana, geb. Heckelius) (1749–1797) geboren. Neben Bruder Ernst Gottlob Pienitz gab es weitere neun Geschwister.
Pienitz Vater kam etwa 1771 als Feldscher des Regimentes Garde du Corps nach Radeberg. Leider starb dieser bereits am 26. Januar 1788. Im selben Jahr begann der 14-jährige Christian Gotthelf in Dresden eine dreijährige Ausbildung am Collegium medico-chirurgicum unter anderem bei Dr. Johann August Wilhelm Hedenus (1760–1836).
Mit absolvierter Ausbildung diente er von 1793 bis 1796 als Militärchirurg (Feldchirurg) im Infanterie-Regiment Prinz Maximilian und nahm mit diesem 1794 am Feldzug am Rhein teil.
1796 nahm Christian Gotthelf Pienitz seine medizinische Ausbildung an der Dresdner Chirurgenschule erneut auf, um sie am 10. Februar 1798 in Wittenberg mit der Verteidigung seiner Dissertation „De haemoptysi“ erfolgreich zu beenden.
Aus historischen Dokumenten ist bekannt, dass Dr. Pienitz 1801 als Adjunkt (Gehilfe) des Accouheurs (Geburtshelfers) Johann Gottlieb Albert arbeitete. Seiner Heimatstadt Radeberg diente er in den Jahren 1799 bis 1803 als Stadtphysikus. Ab 1803 ließ sich Pienitz in Dresden als Arzt und Geburtshelfer nieder, wo er später auch als Hebammenmeister fungierte. Für die nahe seiner Geburtsstadt Radeberg liegende Kureinrichtung Augustusbad veröffentlichte er gemeinsam mit dem Arzt und Naturforscher Heinrich David August Ficinus im Jahr 1814 die vielbeachtete „Beschreibung des Augustusbades bei Radeberg: insbesondere für Curgäste und zugleich als Wegweiser in den Umgebungen Dresden“.
Der Geburt des ersten Kindes von Carl Maria von Weber und Frau Maria Caroline Friederike Auguste am 22. Dezember 1818 ist es zu verdanken, dass weitere Informationen zu Pienitz Wirken für die Nachwelt dokumentiert wurden. Über die Geburt seiner Tochter berichtete der Komponist, dass Pienitz über Nacht blieb und das Mädchen per Zange zur Welt brachte. Am 5. März 1822 heiratete Pienitz Tochter Amalie den Arzt Ludwig Ferdinand Fürchtegott Flemming. Flemmings Arbeit unterstrich später die Leistungen seines Schwiegervaters, indem er zur beispielsweise das Augustusbad weiter durch Veröffentlichungen unterstützte. 1823 beging Christian Gotthelf Pienitz das 25. Jubiläum seiner Dissertation. Schwiegersohn Hofrat Dr. med. und Geburtshelfer Flemming widmete ihm die Gratulationsschrift „De vita et meridis beati Joh. Gottf. Leonhardii“.
Pienitz Leistungen wurden vom sächsischen Kurfürsten 1827 mit dem Ritterkreuz des königlich sächsischen Zivil-Verdienst Ordens und 1831 mit der Ernennung zum Hofrat der 4. Klasse der Hofrangordnung gewürdigt.
Am 16. August 1839 verstarb Pienitz in Dresden.